# Erzsébet-akna (Pilisszentiván)
Az Erzsébet-akna a pilisi szénmedence egyik, a 20. század első évtizedeiben, összesen negyedszázadon keresztül működő bányaüzeme volt Pilisszentiván közigazgatási területén. A bányában kitermelt szén elszállítására nagyvasúti (tehát normál nyomtávú) leágazás épült ki a Budapest–Esztergom-vasútvonal azóta megszüntetett Solymártelep nevű iparvasúti rakodó állomásától, és több más, a maga idejében meglehetősen korszerű fejlesztés is történt ugyanitt. A termelést mindvégig nehezítették a gyakori vízbetörések, ezek miatt a bánya művelésével 1924-ben felhagytak; ettől függetlenül egy évtizeddel később az itteni vágatokban felgyülemlett víz okozott szerencsétlenséget a szomszédos bányaüzemek egyikénél (a Solymár-aknánál). Az Erzsébet-akna egykori helyén ma sűrű erdő áll, de a fák között több épület alapjának nyomai is felfedezhetők.

## Története
A Pest vármegyei Pilisszentiván és a szomszédos községek (Nagykovácsi, Pilisvörösvár, Solymár) területén már a 19. század közepétől több helyen találtak szénlelőhelyeket, amik abban a korban igen kedvező üzleti lehetőségekkel kecsegtettek, mert a folyamatosan fejlődő Buda, Pest és Óbuda, majd az egyesülésükkel létrejött Budapest iparvállalatainak működéséhez óriási szükség volt a szénre, mint fűtőanyagra, lehetőleg minél kedvezőbb áron. A fővárosi szénigényeket addig csak jelentős távolságból tudták kielégíteni, ezért is volt nagy jelentősége annak, hogy a városhoz ilyen közel sikerült rábukkanni kitermelésre érdemes mennyiségű és többé-kevésbé megfelelő minőségű szénre.
A 19. század ezen térségben folytatott széntermelési kísérletei nem voltak túlzottan sikeresek, a térségben mélyített vágatok zöme csak néhány éven keresztül tudott kereskedelmi mennyiségben szenet szolgáltatni, ráadásul a szállítás is csak közúton történhetett. Ezért is számított nagy eredménynek, amikor Pilisszentiván keleti részén, az 1895-ben átadott esztergomi vasútvonal közelében is szenet találtak. Az akkor már belga érdekeltséggel bíró Budapestvidéki Kőszénbánya Rt. sietve engedélyt kért a területen a szénvagyon kitermelésére, majd az engedélyek birtokában azonnal (1899-ben) megkezdte egy akna mélyítését, valamint a pilisvörösvári-pilisszentiváni-solymári hármashatártól egy mintegy másfél kilométeres, normál nyomtávú vasútvonal kiépítését a szállításhoz.
Az akkori falu lakott területétől majdnem egy kilométerre délkeletre mélyített szállítóakna mélysége 177 méter, belső átmérője 5 méter volt, az üzem területén a külszínen saját szénosztályozót, villamos erőművet és áramfejlesztőt létesítettek. A szállításban részt vevő gépsort gőzgép hajtotta, a dolgozói létszám pedig a bánya fénykorában elérte az 500 főt. A mélységi vágatok jobb szellőztetése, valamint a már leművelt járatok betömedékeléséhez szükséges tömedékhomok lejuttatása érdekében néhány évvel később egy másik aknát is megpróbáltak lemélyíteni, ám a tektonikai adottságok miatt ez nem hozta meg a kívánt eredményt.

## Bezárása
A bánya járatai mélyen fekvő, vizenyős terület alatt húzódtak, ezért nem volt ritka a történetében a karsztvízbetörés, az 1920-as évek elején azonban az öngyulladásos bányatüzek is gyakorivá váltak. Ezért a bánya vezetése elhatározta az akna felhagyását és helyette nem messze – alig több mint egy kilométerrel távolabb, már solymári területen – egy új akna létesítését, hogy a még bőséges készletekkel rendelkező bányamezőt abból az irányból érjék el. A vágatokat 1924 végén lezárták, a berendezéseket pedig áttelepítették az újonnan elkészült Solymár-aknához.

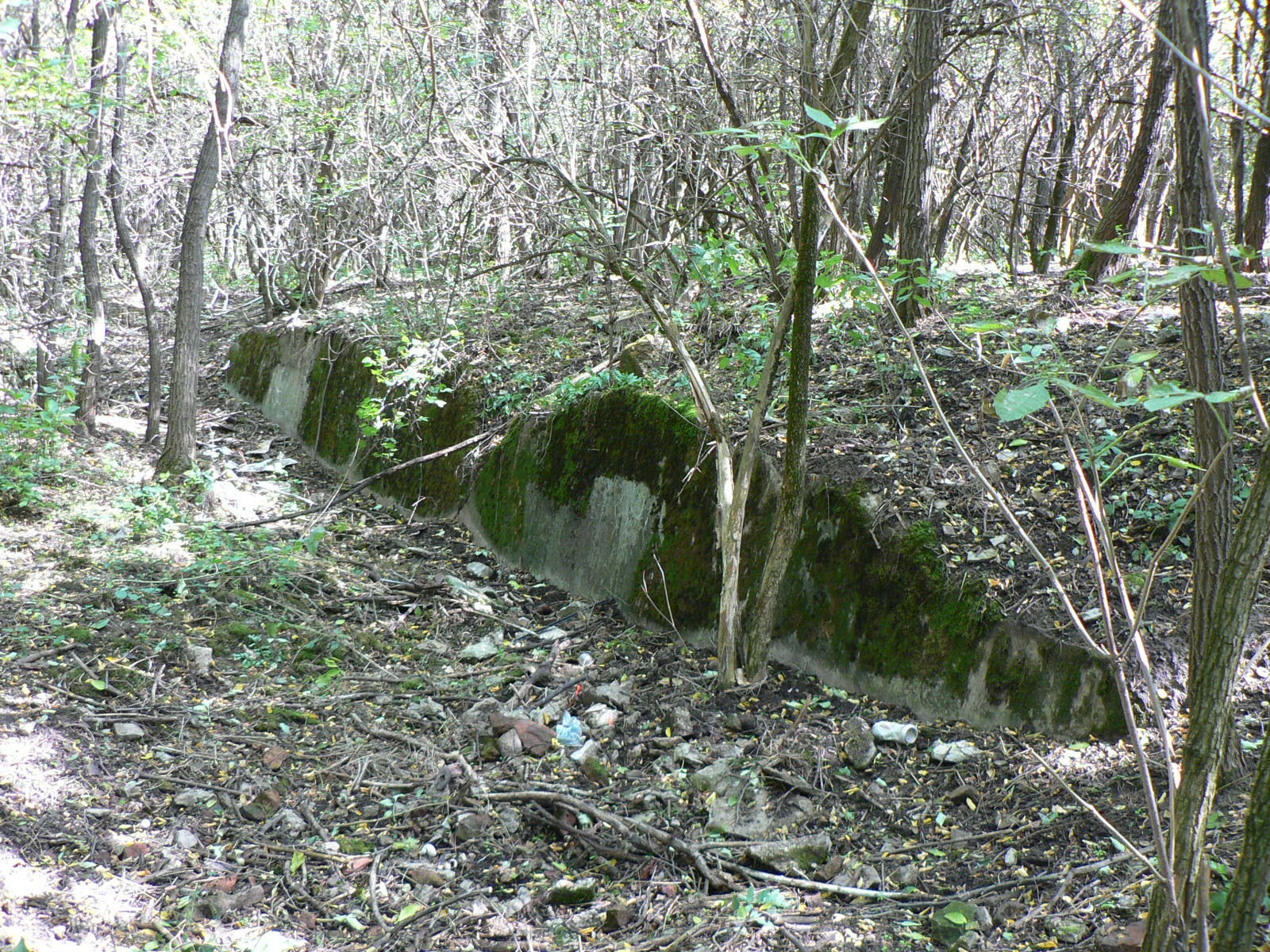
Egykori építmény alapfala a pilisszentiváni Erzsébet-akna helyénél (2009)

A korabeli térképek alapján a bányaüzem a mai pilisszentiváni temetőt északról határoló erdőfolt helyén állt, ezen a területen az avar és a sűrű bozót közt több egykori épület alapjai fedezhetők fel némi keresgéléssel, viszont az akna pontos helye jelenleg a helyszínen nem azonosítható. Pontosan felismerhető, és teljes szakaszán bejárható viszont az Erzsébet-aknai bányaüzem kiszolgálására épített nagyvasúti szárnyvonal nyomvonala, az erdőben néhány betonalj, illetve egy kőhíd is tanúskodik a néhol töltésen, néhol bevágásban futó erdei sétaút „vasúti” múltjáról. Egyes visszaemlékezések szerint magának a pilisszentiváni temetőnek a területe is a bányához tartozott, de bányaüzemi épületek nem álltak rajta, legfeljebb kiszolgáló létesítmények (pl. istállók).

## Az 1933-as bányaszerencsétlenség
A Solymár-akna felől több (solymári, pilisvörösvári illetve pilisszentiváni területen fekvő) széntelepet is művelni lehetett, ezért az Erzsébet-akna bányatelkén visszamaradt szénkészlet kiaknázására indított vágatok csak 1933 körül érték el a felhagyott területeket. 1933. június 28-án dél körül egy kisebb csapat bányász dolgozott ezen a bányaszakaszon, amikor az Erzsébet-aknai járatokban pangó nagy mennyiségű karsztvíz váratlanul beömlött a Solymár-aknai járatrészekbe. A veszélyeztetett szinteken dolgozók nagy része ki tudott menekülni a víz elől a felszínre, de a betörés közvetlen helyszínén dolgozó két bányamunkást egyből elsodorta a víz – ők valószínűleg perceken belül életüket veszthették –, a közelben tevékenykedő kilenc társuk pedig beszorult egy olyan vágatszakaszba, ahonnan csak öt napot átívelő, 85 órás mentőakcióval tudták kiszabadítani őket. A szerencsétlenség vizsgálatát másfél év után azzal zárták le, hogy vis maior történt, tehát arra a megállapításra jutottak, hogy személyes felelősség senkit sem terhel a történtekért.

## Névhasználat
Nem ismert arra vonatkozó adat, hogy az Erzsébet-akna, mint bányászati létesítmény, illetve az Erzsébet-aknai bányaüzem elnevezése elkülönült volna egymástól.

## Emlékezete

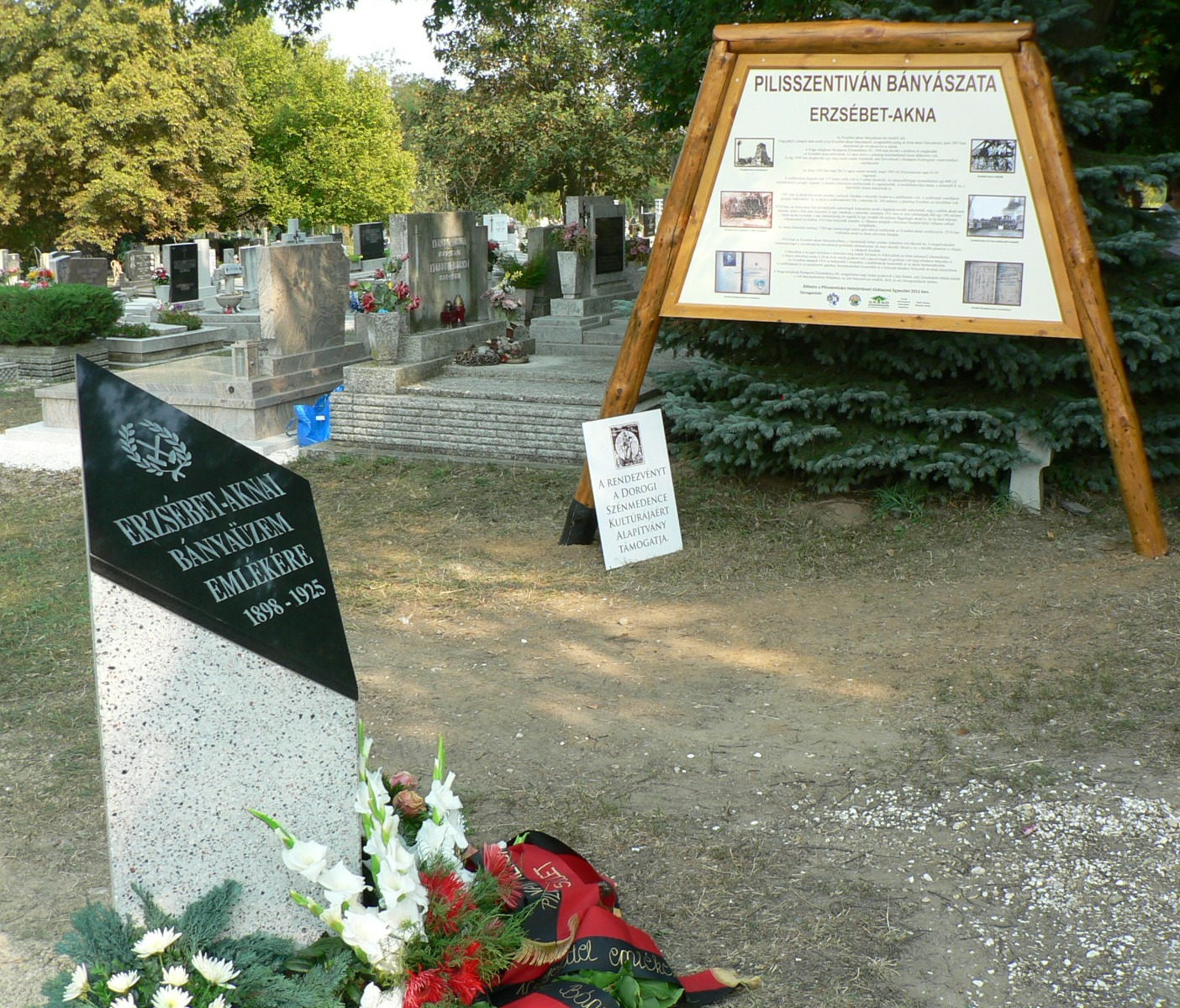
Az Erzsébet-aknai emlékhely az avatása napján (2012. szeptember 2.)

A 2012. évi bányásznap alkalmából a Pilisszentiváni Helytörténeti Közhasznú Egyesület emlékkövet és információs táblát állított az egykori bányaüzem létesítményei és dolgozói emlékére. Az emlékkő és az információs tábla egymás mellett áll, a temető bejáratától pár lépésre.